# Mahadula
Mahadula é uma vila no distrito de Nagpur, no estado indiano de Maharashtra.

## Demografia
Segundo o censo de 2001, Mahadula tinha uma população de 18,246 habitantes. Os indivíduos do sexo masculino constituem 52% da população e os do sexo feminino 48%. Mahadula tem uma taxa de literacia de 76%, superior à média nacional de 59.5%: a literacia no sexo masculino é de 81% e no sexo feminino é de 71%. Em Mahadula, 12% da população está abaixo dos 6 anos de idade.